# Vineuil, Loir-et-Cher
Vineuil là một commune thuộc tỉnh Loir-et-Cher trong vùng Centre-Val de Loire miền trung nước Pháp.